# Niʻihau
Niʻihau (Niihau; Zakazana Wyspa) – wyspa na Oceanie Spokojnym, należąca do archipelagu hawajskiego. Administracyjnie jest częścią amerykańskiego stanu Hawaje.
Niʻihau jest wyspą wulkaniczną, najmniejszą z siedmiu zamieszkanych wysp Hawajów. W odróżnieniu od najbliżej położonej wyspy Kauaʻi (położonej 27 km na północny wschód) jest w większości płaska i jałowa. Nazywa się ją Zakazaną Wyspą, gdyż jest własnością prywatną i niezaproszeni goście nie mają na nią wstępu. 

Miejscowa ludność jest samowystarczalna – choć nie ma tu elektrowni, bieżącej wody, sklepów ani poczty. Około 230 żyjących tu rdzennych Hawajczyków stara się pielęgnować dawną kulturę i mówić po hawajsku. Zajmują się wypasem owiec i bydła oraz pracują przy wyrobie ozdób leis z muszelek momi, laiki i kahelelani.